# Сант'Антонино ди Суза
Сант'Антонѝно ди Су̀за (на италиански: Sant'Antonino di Susa; на пиемонтски: Sant Antonin, Сант Антонин, на окситански: Santantunin, Сантантунин, на френски: Saint Antonin, Сент Антонен) е малък град и община в Метрополен град Торино, регион Пиемонт, Северна Италия. Разположен е на 380 m надморска височина. Към 1 януари 2020 г. населението на общината е 4197 души, от които 339 са чужди граждани.